# Краснолобый мягкохвостый малюр
Красноло́бый мягкохво́стый малю́р, или мягкохво́стка, или краснолобая мягкохвостка (лат. Stipiturus malachurus) — австралийская мелкая певчая птица из семейства малюровых (Maluridae). Выделяют 8 подвидов. Своё название получила за своеобразное строение хвоста, который состоит только из шести рулевых перьев с опахалами из совершенно отдельно стоящих длинных бородок.
Впервые описан английским ботаником и зоологом Джорджем Шоу в 1798 году под латинским названием Muscicapa malachura.

## Описание
Краснолобый мягкохвостый малюр достигает длины 15,5—19 см и массы 5,5—9 г. Выражен половой диморфизм. У взрослого самца верхняя сторона тела ржаво-бурая с черными прожилками, крона более красноватая, крылья серо-бурые. Горло, верхняя часть груди и брови — голубые. Хвост в два раза длиннее тела и состоит из шести нитчатых перьев, два центральных из которых длиннее боковых. Низ тела бледно-красно-коричневый, на брюхе светлее. Клюв чёрный, а ноги и глаза карие. Самки похожи, но не имеют голубой окраски и красной кроны. Клюв коричневый с бледно-серым основанием.
Держится возле болот в траве; летает плохо и неохотно. Гнездо располагается в траве, имеет яйцеобразную форму с большим лётным отверстием и вьётся из корешков, стеблей травы и мха.